# Jean-Marc Rouillan
Jean-Marc Rouillan (Auch, 30 d'agost de 1952) també conegut pel nom Jann-Marc Rouillan, és un militant d'extrema esquerra i escriptor occità, fundador i membre del grup armat autònom Acció Directa.
Inspirat per l'esclat del Maig del 1968 i per la coneixença dels exiliats republicans a Tolosa de Llenguadoc i de llur experiència de lluita antifeixista, va començar a creuar la frontera franco-espanyola el 1969 en suport a les mobilitzacions contra el Procés de Burgos. Durant els anys 1970, Rouillan va participar en la creació del Moviment Ibèric d'Alliberament (MIL) i dels Grups d'Acció Revolucionària Internacionalista (GARI), organitzacions d'agitació armada que van formar part del moviment obrer clandestí antifranquista a l'àrea de Barcelona i al sud de l'Estat francès.
Ha estat processat i empresonat a França en dues ocasions (1974-1977 i 1980-1981). El febrer de 1987 va tornar a ser detingut i condemnat a diverses cadenes perpètues. Després de més de vint anys a la presó, onze d'ells en presons d'alta seguretat, el 6 de desembre de 2007 obtingué el tercer rau, que li fou retirat després d'una entrevista concedida al setmanari L'Express. El maig de 2011 va accedir a la llibertat condicional. Pateix la malaltia d'Erdheim-Chester, que ell atribueix als seus anys empresonat.

## Biografia
Net per part de pare d'una família provinent de Viu de Llevata i Corroncui. El 1979, va ser un dels fundadors d'Acció Directa, un grup d'inspiració marxista que compartia objectius, logística i context amb les Brigades Roges i la Fracció de l'Exèrcit Roig. Va ser arrestat per primera vegada el 1980 en companyia de Nathalie Ménigon. Després de la investidura de François Mitterrand com a president de la República de França, Rouillan es va beneficiar d'una amnistia presidencial el 1981 i va ser alliberat juntament amb altres militants d'Acció Directa i dels GARI, però va decidir passar a la lluita armada constituint una cèl·lula terrorista juntament amb Ménigon, Joëlle Aubron i Georges Cipriani.
Les accions violentes de la cèl·lula de Rouillan van començar el 1982 amb l'assassinat de Gabriel Chahine, un confident de la policia que va col·laborar en la seva detenció de 1980, i va culminar amb l'assassinat del general i empresari armamentístic René Audran, el 1985, i el del president i director general de Renault, Georges Besse, el 17 de novembre de 1986, arran d'un acomiadament massiu de milers de treballadors de les fàbriques de l'empresa.
| «                                                             | La burgesia només cedeix sota l'obligació o en funció d'una estratègia de reconciliació i reescriptura històrica. | » |
| — Acció Directa. Crònica política d'una lluita armada, p. 152 | |   |

Van ser capturats el 21 de febrer de 1987 a una granja propera a Vitry-aux-Loges al departament de Loiret. Els assassinats van comportar a Rouillan i els seus col·laboradors una condemna a presó perpètua el 1989, tot i que combinada amb una peine de sûreté o període de seguretat de divuit anys. A la presó, Rouillan va declarar a Le Figaro no renegar de les seves conviccions i considerar-se un pres polític. Va fer costat als seus companys d'Acció Directa mitjançant vagues de fam i escrits des de la presó. És autor de diversos llibres, sobre memòries dels seus anys de lluita amb els companys dels GARI, cròniques carceràries i recopilació de textos on denuncia les condicions de vida a les presons franceses.
El 1999, es va casar amb Nathalie Ménigon a Fleury-Mérogis i va ser empresonat a la presó central de Lanamesa als Alts Pirineus. A la seva obra Lettre à Jules, Rouillan es dirigeix a Jules Bonnot, cap de la Bande à Bonnot, grup d'activistes anarquistes que a principis del segle xx es va distingir per assaltar diferents bancs expropiant fons per a la causa anarquista.
El 26 de setembre de 2007, un tribunal de París li va concedir el règim de semillibertat i el 17 de desembre va ser traslladat a la presó de Marsella. Durant el seu empresonament va escriure regularment en el periòdic francès mensual de crítica i experimentació social CQFD, abreviatura de Ce qu'il faut dire, détruire, développer («El que és necessari dir, destruir, desenvolupar»), on diferents moviments socials aborden temes com la precarietat laboral, l'okupació, l'ecologisme, l'antiglobalització o les condicions de les persones preses a les presons.
El 30 d'octubre de 2008, el setmanari L'Express va publicar una entrevista amb Rouillan on, a la pregunta sobre si es penedia de l'assassinat de Georges Besse, va respondre: «No estic autoritzat a expressar-me sobre aquesta qüestió. Però el fet que no pugui expressar-me ja és una resposta. Perquè és evident que si renegués de tot el que vam fer, podria expressar-me. L'obligació que tinc de callar impossibilita que es pugui fer un autèntic balanç crític de la nostra experiència». Segons la fiscalia de París, amb aquestes frases va infringir la prohibició, que formava part del seu règim de semillibertat, de fer declaracions referint-se als fets pels quals va ser condemnat per apologia del terrorisme. Per això la semillibertat de Rouillan es va suspendre de forma preventiva el 2 de novembre de 2008, tot esperant la decisió del jutge de vigilància penitenciària, que va confirmar la suspensió el 16 de novembre de 2008. Finalment, per aquestes declaracions fou condemnat a quatre anys més de presó per haver «alterat profundament l'ordre públic».
Li va ser concedida la llibertat condicional el 18 de maig de 2011, vetant-li l'entrada a 38 departaments francesos i havent de sol·licitar permís al jutge abans de qualsevol desplaçament.
| «                                                             | El que s'anomena «pau social» no és sinó una situació en què les classes dominants poden ocultar la resistència de les classes dominades. | » |
| — Acció Directa. Crònica política d'una lluita armada, p. 176 | |   |

## Obra publicada
- Je hais les matins, Denoël, 2001
- Paul des épinettes ou la myxomatose panoptique: récit, L'Insomniaque, 2002
- Glucksamschlipszig, le roman du Gluck, L'Esprit frappeur, 115, 2003, ISBN 2-84405-195-2
- Lettre à Jules, Agone, 2004, ISB, 2-7489-0019-7
- La part des loups, Agone, 2005, ISBN 2-7489-0050-2 (La part dels llops, Tigre de Paper Edicions, 2018)
- De mémoire (1), Agone, 2007, ISBN 978-2-7489-0069-9
- Le capital humain, L'arganier, 2007 ISBN 2-912728-51-7
- Chroniques carcérales (2003-2007), Agone, 2008, ISBN 978-2-7489-0089-7
- Les viscères polychromes de la peste brune (avec 21 interventions de Dado), Editions de La Différence, 2009, ISBN 978-2729118457
- De mémoire (2), Agone, 2009, ISBN 978-2-7489-0096-5
- Paul des épinettes et moi: Sur la maladie et la mort en prison, Agone, 2010, ISBN 978-2-7489-0116-0
- Infinitif présent, Éditions de La Différence, 2010, ISBN 978-2-7291-1880-8
- De mémoire (3), Agone, 2011, ISBN 978-2-7489-0141-2
- Autopsie du dehors, Ed. Al Dante, 2012, ISBN 978-2847618242
- Le tricard, Chronique du dehors d'un interdit de séjour, Ed. Al Dante, 2013, ISBN 978-2847617887
- Le rat empoisonné, Agone, 2014, ISBN 978-2847617610
- Je regrette, Agone, 2016, ISBN 978-2-7489-0249-5
- Dix ans d’Action directe. Un témoignage, 1977-1987, Agone, 2018, ISBN 9782748903683

## Traduccions al català
L'any 2018 es va traduir per primer cop al català l'obra La part dels llops. La novel·la, escrita en una cel·la de càstig a la presó d'Arles el 2003, explica les històries dels anarquistes i comunistes catalans i espanyols que vivien exiliats a l'Estat francès després de la guerra del 1936.
L'any 2021, es va publicar Acció Directa. Crònica política d'una lluita armada, el relat de la lluita dels grups armats europeus que es constitueix com el retrat d'una generació i d'un moment polític i que ajuda a entendre el perquè de l'apaivagament de la intensitat revolucionària que començà a la dècada del 1980.